# Claypole Buenos Aires
Club Atlético Claypole – argentyński klub piłkarski mający siedzibę w Claypole wchodzącym w skład zespołu miejskiego Buenos Aires.

## Historia
Claypole założono 1 października 1923. Uważa się, że stroje klubu pochodzą od angielskiego klubu Sunderland AFC, choć ci od 1887 występowali w barwach biało-czerwonych.
W 1978 klub przystąpił do rozgrywek organizowanych przez AFA, jednak dopiero w 1997 zdołał wygrać ligę Primera D Metropolitana.

## Osiągnięcia
- Mistrz V ligi (Primera D Metropolitana): Clausura 1997